# Bertrand Besancenot
Pour les articles homonymes, voir Besancenot.
Bertrand Besancenot est un diplomate français né le 6 avril 1952 à Casablanca.
Il est ambassadeur de France au Qatar entre 1998 et 2002 puis en Arabie saoudite entre 2007 et 2016, une longévité diplomatique qui en font un spécialiste du Moyen-Orient. Depuis 2017, il est conseiller diplomatique du gouvernement, sous la présidence d'Emmanuel Macron.

## Biographie
Lauréat du concours général, il grandit au Liban, son père dirigeant une compagnie d'assurances à Beyrouth. Avec son frère jumeau Hervé, il étudie au collège jésuite Notre-Dame de Jamhour et apprend l'arabe. Renvoyé de l'Institut d'études politiques de Paris avec son frère en raison de ses convictions royalistes, il étudie avec lui le droit. Docteur en science politique, titulaire de maitrises en droit et en sciences économiques, il sort diplômé de l'INALCO. En 1977, il intègre le Quai d'Orsay comme secrétaire des Affaires étrangères (Orient).
À 26 ans, il devient premier secrétaire à l'ambassade de France au Qatar (1978-1981). Le pays, récemment libéré du Royaume-Uni, possède à l'époque des infrastructures très modestes et ne pèse pas dans la géopolitique de la région. Bertrand Besancenot fait la connaissance de Hamad ben Khalifa Al Thani, prince héritier et ministre de La Défense, et fréquente des personnalités des groupes Lagardère et Dassault. En 1980, il prépare la visite du président Valéry Giscard d'Estaing dans la capitale, Doha. À cette époque, son frère est attaché d'ambassade à Bahreïn.
Il rejoint la sous-direction du désarmement du Quai d'Orsay (1981-1985) avant d'occuper le poste de Consul adjoint à New York (1985-1988), puis de Conseiller à la délégation permanente auprès de l'OTAN à Bruxelles (1988-1991). Représentant adjoint de la France à la Conférence du Désarmement de l'ONU à Genève (1991-1995), il contribue aux négociations du Traité sur la non-prolifération des armes nucléaires. En 1994, il est membre de la délégation française présidée par Alain Juppé à la 49e session de l'Assemblée générale des Nations unies. Il retourne au Quai d'Orsay en tant que sous-directeur des affaires stratégiques de 1995 à 1998.
En 1998, il est nommé ambassadeur de France au Qatar, où il retrouve Hamad ben Khalifa Al Thani, devenu émir, qui modernise son pays, notamment grâce à ses gisements de gaz, et souhaite donner une image plus éclairée de l'islam que celle de la monarchie saoudienne, bien qu'il soutienne des prêcheurs radicaux et des groupuscules terroristes. Les liens de Bertrand Besancenot avec la famille qatarie jouent beaucoup dans les relations du pays avec la France. Il convainc ainsi l'émir de recevoir l'évêque d'Abou Dhabi et surtout de faire construire une église dans le pays, la première en terre musulmane wahhabite : Notre Dame du Rosaire sera achevée six ans plus tard, avec une capacité de 2000 places.
De 2002 à 2007, il est conseiller diplomatique de la ministre de la Défense Michèle Alliot-Marie.
En 2007, il est nommé ambassadeur de France en Arabie saoudite, pays pourtant rival du Qatar. Bertrand Besancenot précise toutefois avec humour aux ministres du roi Abdallah : « Les Qataris sont des amis. Mais on n'est pas toujours d'accord avec ses amis ». Alors que les États-Unis se désengagent de la région sous la présidence de Barack Obama, Bertrand Besancenot en profite pour resserrer les liens avec la France, se rapprochant notamment du ministre du Commerce et de celui des Affaires étrangères. Le roi le reçoit d'ailleurs dans son palais à Riyad ou dans le désert, favorisé par sa connaissance de l'arabe, les interprètes étant dès lors inutiles. Il participe notamment à des discussions d'accords d'entreprises et militaires. Le nouveau roi, Salmane, milite pour le garder en poste mais sa visite polémique dans le sud de la France à l'été 2014 gêne la carrière de l'ambassadeur, qui quitte son poste en 2016. En février 2017, il est nommé conseiller diplomatique du gouvernement.
Durant la campagne présidentielle de 2017, il soutient le candidat LR François Fillon, planchant sur son programme diplomatique, alors que sa fille travaille sur certains de ses discours. Cependant, après sa victoire, le président Emmanuel Macron le nomme émissaire du gouvernement, du fait de ses connaissances du Moyen-Orient. Il s'investit notamment dans l'apaisement des tensions dans la région, alors que les États-Unis de Donald Trump soutiennent l'Arabie saoudite face au Qatar.
Bertrand Besancenot crée début 2019 sa société privée de conseil aux entreprises, Palmelys.

## Vie privée
Catholique, il est marié à Maud de Tinguy du Pouët, une infirmière, fille du sénateur et ministre Lionel de Tinguy du Pouët. Ils ont quatre enfants dont l'aînée, Marie-Doha, a été prénommée en hommage au Qatar, dont Doha est la capitale.

## Décorations
- Grand-croix de l'ordre de Saint-Grégoire-le-Grand, remis par le pape Benoît XVI[4]
- Officier de la Légion d'honneur (2018)[9]
- Officier de l'ordre national du Mérite
- Grand officier dans l'ordre du Mérite de l'État du Qatar (d)
- Commandeur de 1re classe de l'ordre du Roi Abdelaziz (Arabie saoudite)